# Obélix (jeu vidéo)
Pour les articles homonymes, voir Obélix (homonymie).
Obélix est un jeu vidéo, sorti en 1983, développé et édité par Atari, Inc. pour l'Atari 2600. Il est centré autour des personnages Astérix et Obélix créés par René Goscinny et Albert Uderzo. Il sort peu après le jeu Astérix développé sur la même console.

## Système de jeu
Le joueur contrôle Astérix tandis qu'Obélix va et vient en haut de l'écran en portant un menhir sur son dos. Le joueur doit étourdir temporairement les légionnaires romains et les centurions afin qu'Obélix puisse leur lancer un menhir pour les tuer. Si le menhir manque la cible, le Romain étourdi peut se réveiller, auquel cas le joueur peut soit tenter de s'échapper à un niveau inférieur du jeu, soit boire une potion magique, lancée par Panoramix, pour s'échapper à travers les soldats ennemis. Il y a deux sortes d'ennemis, les légionnaires et les centurions, ceux-ci valant deux points

## Développement
Le jeu est sorti peu de temps après un jeu similaire appelé Astérix, adaptation européenne du jeu Taz, où la tête Taz est remplacé par la tête d'Astérix. Obélix est le premier jeu original issu des personnages créés par René Goscinny et Albert Uderzo, et est développé sur la même licence. Le jeu est écrit par Suki Lee, une des premières femmes programmeuses chez Atari, avec des graphismes de Dave Jolly et une composition sonore d'Andrew Fuchs et de Jeff Gusman. Lee a précédemment écrit Math Gran Prix pour l'Atari 2600,.

## Accueil
Une critique dans l'édition de février 1984 du magazine allemand TeleMatch évalue les graphismes comme bons à satisfaisants, loue les sons, mais trouve cependant le jeu trop similaire au jeu Atari 2600, alors récemment sorti, Astérix. Ils concluent qu'il s'agit d'un jeu auquel les gens prendraient plaisir à jouer. Une critique dans l'édition de janvier-février du magazine français Tilt est globalement positive sur le jeu et souligne la qualité des graphismes et des sons.
Dans une revue rétrospective en 2018, Kieren Hawken fait l'éloge du gameplay innovant et du son, donnant au jeu une note globale de 8/10.